# Jean-Claude Brisseau
Jean-Claude Brisseau (Parigi, 17 luglio 1944 – Parigi, 11 maggio 2019) è stato un regista, produttore cinematografico, sceneggiatore e attore francese.
Nella sua carriera ha realizzato undici film tra cui Noce blanche che ha portato alla ribalta l'attrice Vanessa Paradis.
Nel 2012 ha vinto il Pardo d'oro al Festival del film Locarno per il film La Fille du nulle part.

## Biografia
Professore di francese in un liceo dell'hinterland parigino ma con la mente proiettata verso il mondo del cinema incontra il regista Éric Rohmer che lo spinge a realizzare i suoi sogni di regista.

## Filmografia

### Cinema
- La croisée des chemins (1975)
- Médiumnité (1978)
- Un jeu brutal (1983)
- Furore e grida (1988)
- Noce blanche (1989)
- Céline (1992)
- L'angelo nero (1994)
- Les savates du bon Dieu (2000)
- Il potere dei sensi (2002)
- Gli angeli sterminatori (2006)
- À l'aventure (2008)
- La fille de nulle part (2012)
- Des jeunes femmes disparaissent - cortometraggio (2014)
- Que le diable nous emporte (2018)

### Televisione
- La vie comme ça - film TV (1978)
- Télévision de chambre - serie TV, 1 episodio (1982)
- Les ombres - film TV (1982)
- Les contes modernes: Au sujet de l'enfance - film TV, episodio "L'echangeur" (1982)

## Riconoscimenti
- Furore e grida, premio speciale dei giovani al Festival di Cannes 1988; premio Perspectives du cinéma français
- La Fille du nulle part, Pardo d'oro al Festival del film Locarno 2012